# Ludwig Hofmann
Ludwig Hofmann (Monaco di Baviera, 9 giugno 1900 – Monaco di Baviera, 2 ottobre 1935) è stato un calciatore tedesco, di ruolo attaccante.